# Drotynci
Drotynci, česky také Sirma, ukrajinsky Дротинці, dříve Сірма, maďarsky Tiszaszirma, jsou obec v okrese Berehovo v Zakarpatské oblasti na Ukrajině. Od 12. června 2020 jsou součástí Vinohradivské městské komunity. V roce 2024 zde žilo 2 000 obyvatel.

## Historie
Název Tiszaszirma je poprvé zmíněn koncem 13. století. Do podepsání Trianonské smlouvy byla obec součástí Uherska, poté byla součástí Československa. Od roku 1945 byla obec součástí Sovětského svazu, resp. Ukrajinské sovětské socialistické republiky; nakonec od roku 1991 je součástí samostatné Ukrajiny.